# Dąbrowa (powiat starachowicki)
Dąbrowa – wieś w Polsce, położona w województwie świętokrzyskim, w powiecie starachowickim, w gminie Pawłów.
W latach 1975–1998 miejscowość należała administracyjnie do województwa kieleckiego.
Wierni Kościoła rzymskokatolickiego należą do parafii św. Jana Chrzciciela w Pawłowie.

## Części wsi
| SIMC    | Nazwa                 | Rodzaj    |
| ------- | --------------------- | --------- |
| 0260132 | Dąbrowa Chybicka      | część wsi |
| 0260149 | Dąbrowa Pawłowska     | część wsi |
| 0260155 | Dąbrowa Poduchowna    | część wsi |
| 0260161 | Działki               | część wsi |
| 0260178 | Komorniki             | część wsi |
| 0260184 | Polesie Wawrzęczyckie | część wsi |
| 0260190 | Zagórze               | część wsi |
| 0260209 | Zarośla               | część wsi |

## Historia
Średniowieczna wieś szlachecka i duchowna z XIV wieku z bogato udokumentowaną historią.

## Urodzeni w Dąbrowie
- Zbigniew Maciąg – prof. nadzw. dr hab. prawnik-konstytucjonalista, nauczyciel akademicki Uniwersytetu Jagiellońskiego, w latach 2002–2005 rektor Krakowskiej Szkoły Wyższej im. Andrzeja Frycza Modrzewskiego[7].